# Métrica árabe

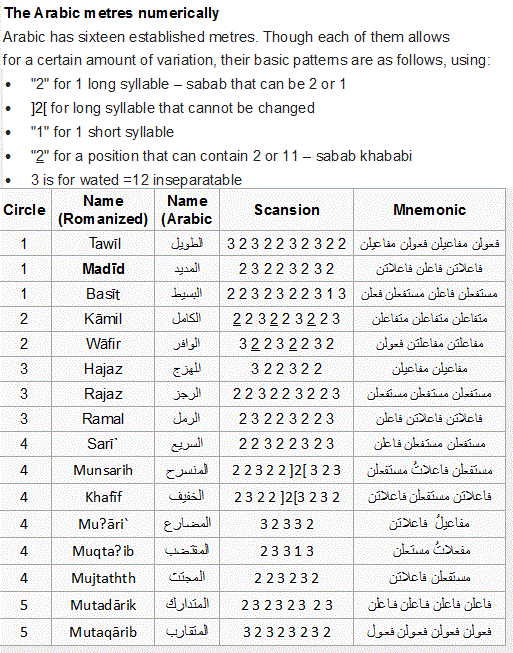
Cuadro de metros árabes

La métrica árabe  ('ilm al-'arûḍ, en árabe original علم العروض), es la disciplina que estudia y enseña cómo hacer versos, estrofas y poemas en lengua arábiga.

## Concepto
ʿilm al-ʿarūḍ es el tecnicismo que designa la métrica árabe. Este sintagma
está formado por las palabras árabes ʿilm, que significa "ciencia", y ʿarūḍ, que significa "prosodia, metro, medida de versos", pero en sentido lato estudia tanto el metro como la rima. Los arabistas definen la disciplina como  «la ciencia de las reglas gracias a las cuales se pueden distinguir los metros correctos y los metros corruptos en la poesía antigua». Fue sistematizada por el erudito filólogo Jalil ibn Ahmad, que vivió en Basora durante la segunda mitad del siglo VIII.

## Elementos
Como expone Maravillas Aguiar, "Los elementos fundamentales de la métrica árabe son: el verso, el hemistiquio, el pie y el núcleo bisílabo. El metro clásico de la poesía preislámica es la casida, una composición poética monorrima. Cada uno de los versos que conforman una casida se llaman en árabe bayt (plural abya¯t) y están formados por dos hemistiquios, el mis.ra¯c (plural mas.a¯ri¯c) y el šat.r (plural šut.u¯r), agrupación que algunos llaman pareado. El hemistiquio tiene de dos a cuatro pies. El pie se denomina en prosodia con el tecnicismo taf c¯il (plural tafa¯c¯il) o también ˆuz’ y (plural ayˆza¯’). El pie está compuesto por sílabas breves y largas alternativas. La última de las sílabas del hemistiquio siempre se considera larga. La secuencia de sílabas en el pie no es en absoluto arbitraria, todo lo contrario, está compuesto por un núcleo bisílabo estable que se denomina en árabe watid. El watid (plural awta¯d) es también la estaca de la tienda beduina. Ese núcleo de dos sílabas puede tener tanto una sílaba breve como una larga. Así, el núcleo puede estar
compuesto por una sílaba breve y una sílaba larga (U_) -es el watid ma^ymu-c de los poetas árabes que viene a ser el yambo de la métrica clásica grecolatina- o bien por una sílaba larga y una sílaba breve (_U) -el watid mafru¯q para los poetas árabes o el troqueo de la métrica clásica grecolatina-. Ya en el interior del pie, el núcleo puede estar al principio, en medio o al final de él. En la casida no existe la división en estrofas y los versos suelen ser gramaticalmente independientes, ya que el gusto poético árabe prefiere que cada verso tenga un sentido en sí mismo y no se encadene con el siguiente."

## Historia
Existen tres fases en la evolución de la métrica árabe. En la primera se constituye en época preislámica. En la segunda, correspondiente al llamado Modernismo del siglo IX se produjo una renovación. En la última, que corresponde a los tiempos modernos, se ensayan otras formas métricas más vanguardistas y no necesariamente sometidas a rima o escansión. 
En época preislámica (siglos VI y VII) existe un claro predominio del metro Tawil con un 36,10%, le sigue el Wafir con un 16,82%, luego el Basit con un 13,05%, Kamil con un 11,36% y Mutaqarib con un 6,24%. A continuación le siguen el Rayaz, Sari, Jafif, Ramal, Munsarih y Madid, con porcentajes por debajo del 3%. 
En los siglos VIII al XIII la moda cambia: sigue en primer lugar el Tawil, pero ya con menos dominio: un 19,8%, el Basit, con un 13,5%, el Kamil con un 11,5%, el Sari, con un 9,8% y Wafir, con un 8,9%. Le siguen el Jafif y el Munsarih y aparecen los metros truncados: Mayzü' al-Kamil, Mayzü' al-Ramal, siguen el Ramal, Rayaz, Hazay, Mutaqarib, Madid, Muytatt etc. Observamos, pues, un descenso del Tawil, una ascensión del Basit, descenso del Wafir (que pasa al 5,º lugar) y aparición del Sari en el grupo de los cinco primeros. El Mutaqarib pasa a los últimos puestos y también desciende el Rayaz.

## Estrofas
La casida es un poema monorrimo siempre en consonante y de métrica cuantitativa como la grecolatina. Es decir, medida según una sucesión de pies métricos formados por la sucesión de combinaciones de sílabas largas y breves. Así por ejemplo la famosa casida preislámica rimada en la letra lām de los árabes, atribuida al poeta al-Šanfara, estaría en metro tawīl, formado por los pies métricos U_ _/U_ _ _ _ (con la variante U_U / U_U_), de manera que el primer hemistiquio del primer verso se mediría así:
A-qī-mū / Ba-nī Um-mī / u-dū-ra / ma-tī-ya-kum
U _ _	/ U _ _ _ / U _ U / U _ _ _
La traducción sería "Levantad hijos de mi raza los pechos de vuestras monturas". Otras estrofas más conocidas por su importancia en la literatura hispánica fueron el zéjel y la moaxaja.

## Metros

### Método tradicional
Para Al-Jalil todos los metros se componen a partir de ocho pies (juz'  plur. ajzâ' ): faʿūlun (فعولن), fāʿilun (فاعلن), mafāʿīlun (مفاعيلن), mustafʿilun (مستفعلن), fāʿilātun (فاعلاتن), mufāʿalatun (مفاعلتن), mutafāʿilun (متفاعلن), mafʿūlātu (مفعولات). Un "reparto" y una "sucesión" "fijas" de algunos de estos pies determina el metro. 
La tabla siguiente muestra cómo los 16 metros se forman a partir de estos ocho pies. Para mayor claridad, solo se da un hemistiquio para cada metro (el segundo hemistiquio del verso es una repetición del primero).
| Composición del metro       | Nombre del metro   |
| --------------------------- | ------------------ |
| مفاعيلن مفاعيلن             | (Hazaj) هزج        |
| مفاعلتن مفاعلتن فعولن       | (Wâfir) وافر       |
| مفاعيل ُ فاعلاتن             | (Mudâri') مضارع    |
| فعولن مفاعيلن فعولن مفاعلن  | (Tawîl) طويل       |
| فعولن فعولن فعولن فعولن     | (Mutaqârib) متقارب |
| فاعلاتن فاعلاتن فاعلن       | (Ramal) رمل        |
| فاعلاتن مستفعلن فاعلاتن     | (Khafîf) خفيف      |
| مستفعلن فاعلاتن             | (Mujtath) مجتث     |
| فاعلاتن فاعلن فاعلاتن       | (Madîd) مديد       |
| مستفعلن مستفعلن مستفعلن     | (Rajaz) رجز        |
| مستفعلن مستفعلن فاعلن       | (Sarî') سريع       |
| متفاعلن متفاعلن متفعلن      | (Kâmil) كامل       |
| مستفعلن فاعلات مفتعلن       | (Munsarih) منسرح   |
| فاعلات مفتعلن               | (Muqtadib) مقتضب   |
| مستفعلن فاعلن مستفعلن فاعلن | (Basît) بسيط       |
| فاعلن فاعلن فاعلن فاعلن     | (Mutadârik) متدارك |

### Método de Bohas
- Metros con watid inicial:

| Nombre del metro | Pie 4     | Pie 3   | Pie 2                | Pie 1                |
| ---------------- | --------- | ------- | -------------------- | -------------------- |
| 1. Hazaj         |           |         | • • [- U]            | • • [- U]            |
| 2. Wâfir         |           | - [- U] | - UU [- U] - - [- U] | - UU [- U] - - [- U] |
| 3. Mudâri'       |           |         | • • [U -]            | • • [- U]            |
| 4. Tawîl         | • • [- U] | • [- U] | • • [- U]            | • [- U]              |
| 5. Mutaqârib     | • [- U]   | • [- U] | • [- U]              | • [- U]              |

- Metros con watid medio

| Nombre del metro | Pie 4 | Pie 3     | Pie 2     | Pie 1     |
| ---------------- | ----- | --------- | --------- | --------- |
| 6. Ramal         |       | • [- U] • | • [- U] • | • [- U] • |
| 7. Khafîf        |       | • [- U] • | • [U -] • | • [- U] • |
| 8. Mujtath       |       |           | • [- U] • | • [U -] • |
| 9. Madîd         |       | • [- U] • | [- U] •   | • [- U] • |

- Metros con watid final

| Nombre del metro | Pie 4   | Pie 3                | Pie 2                | Pie 1                |
| ---------------- | ------- | -------------------- | -------------------- | -------------------- |
| 10. Rajaz        |         | [- U] • •            | [- U] • •            | [- U] • •            |
| 11. Sarî'        |         | - - / - UU / - U -   | [- U] • •            | [- U] • •            |
| 12. Kâmil        |         | [- U] - UU [- U] - - | [- U] - UU [- U] - - | [- U] - UU [- U] - - |
| 13. Munsarih     |         | [- U] • •            | [U -] • •            | [- U] • •            |
| 14. Muqtadib     |         |                      | [- U] • •            | [U -] • •            |
| 15. Basît        | [- U] • | [- U] • •            | [- U] •              | [- U] • •            |
| 16. Mutadârik    | [- U] • | [- U] •              | [- U] •              | [- U] •              |